# Nuclear Research and Consultancy Group
Die Nuclear Research and Consultancy Group (NRG) ist ein niederländisches Forschungsinstitut, das 1998 als Gemeinschaftsunternehmen des Energy Research Centre of the Netherlands (ECN) und von KEMA (früher: Keuring Electrotechnisch Materieel Arnhem) gegründet wurde. NRG führt Nuklearforschung für die Regierung der Niederlande und private Unternehmen durch. Das Institut ist der wichtigste Produzent von Radionukliden für den medizinischen Gebrauch in Europa.
Außerdem betätigt sich NRG als Dienstleister für Unternehmen aus den Bereichen Medizin, Chemie, Öl und Gas.